# Zdzisław Hipolit Dąbrowski
Zdzisław Hipolit Dąbrowski (ur. 13 sierpnia 1843 w Warszawie, zm. 19 lutego 1904 w Kijowie) – powstaniec styczniowy, inżynier chemik, organizator przemysłu cukrowniczego.

## Życiorys
Ukończył gimnazjum w Warszawie, a następnie uczył się w szkole przygotowawczej do Szkoły Głównej. W 1862 rozpoczął studia prawnicze w Szkole Głównej. Uczestniczył w powstaniu styczniowym, ranny przez jakiś czas ukrywał się po dworach szlacheckich. Pod koniec 1864 przedostał się do Gdańska. Ukończył politechnikę w Gandawie w Belgii, gdzie uzyskał dyplom inżyniera z zakresu chemii. Studia uzupełniał w Paryżu, gdzie pracował jako asystent Aimé Civiale (1821–1893), który prowadził ówcześnie kosztowne poszukiwania chemiczne i geologiczne. Podczas wojny francusko-niemieckiej 1870–1871 wraz z nim oraz Ferdynandem Dolińskim zajmował się zainstalowaniem oświetlenia elektrycznego w fortach otaczających Paryż. Współpracował wówczas także z Władysławem Folkierskim i Stanisławem Kronenbergiem. Następnie wyjechał do Szwajcarii, gdzie uzupełniał swoją wiedzę przyrodniczą i wziął udział w jednej z wypraw na Mont Blanc.
Po powrocie do kraju pracował w fabryce Ludwika Zieleniewskiego w Krakowie w Galicji a następnie jako zawiadowca pudlingarni i wielkich pieców w Brodach a następnie w Starachowicach. Następnie zamieszkał w Warszawie i po podróżach do Czech, gdzie się zapoznał z systemem Manouriego, zajął się urządzaniem i wprowadzaniem nowych systemów odcukrzania melasy w cukrowniach. Wprowadził ten system w cukrowni w Józefowie a potem został dyrektorem „Biura Manouri” w Warszawie, wprowadzającym nową technologię produkcji cukru w Królestwie Polskim. Następnie do 1886 prowadził wraz z inżynierem Ludwikiem Rossmanem biuro porad technicznych  dla cukrownictwa w Warszawie. Brał czynny udział w tworzeniu podwalin ruchu skupiającego techników Polskich. Od 1884 był pierwszym sekretarzem Sekcji Cukrowniczej Warszawskiego Oddziału Towarzystwa Popierania Przemysłu i Handlu a także współorganizator pierwszej stacji meteorologicznej przy Muzeum Przemysłu i Rolnictwa w Warszawie. Autorem licznych artykułów z zakresu cukrownictwa a następnie członek redakcji „Przeglądu Technicznego” (1882–1891). W późniejszym okresie współpracował ściśle z „Gazetą Cukrowniczą”.
Od 1886 mieszkał w Kijowie, gdzie był przedstawicielem i rzeczników cukrowników Królestwa w ogólnorosyjskim Syndykacie. Po jego rozwiązaniu był dyrektorem cukrowni w Sokołówce na Podolu, a potem w Krasiłowie. Następnie kierował znanym na Ukrainie biurze technicznym prowadzonym przez Stefana Węglińskiego. Zmarł w Kijowie, pochowany w grobowcu rodzinnym na Starych Powązkach w Warszawie.

## Życie prywatne
Był synem dyrektora departamentu Komisji Rządowej Przychodów i Skarbu, właściciela majątku Rokitno pod Warszawą Ignacego Henryka (1806–1878) i Zofii Rozalii (1821–1901) z domu Fink. Miał braci: Wszebora (1832–1912), Wiktora (1848–1928), Czesława (1856–1928), Jana (1861–1932), Ignacego Mariana (1862–1917). Ożenił się dwukrotnie, w 1875 z Teklą ze Stępowskich (1849–1877), z którą miał syna inżyniera technologa Zdzisława Eugeniusza (1875–1920) i powtórnie w 1881 z Marią Izabelą z Sobierańskich (1853–1926), z którą miał córkę Zofię (1882–1967), żonę Maurycego Szyszko (1873–1918), oraz synów Tadeusza (1885–1942) i Wiesława (1887–?).